# Свердловск (торгово-деловой центр)
«Свердловск» (до 2013 — «Призма») — замороженный небоскрёб-долгострой, первоначально задумывавшийся как торгово-деловой центр. Расположен в Екатеринбурге, недалеко от железнодорожного вокзала.
По состоянию на лето 2022 года, вторая очередь небоскрёба (с 8-го этажа и выше) недостроена и заморожена. Прокуратура признала небоскрёб самовольной и незаконной постройкой. Застройщик признан банкротом. Рассматривается вариант сноса верхней части.
Первая же очередь (с 1-го по 7-й этаж) сдана, и на её площади расположены и функционируют торговые комплексы, кафе, банкоматы, и т. д.

## История строительства
Заказчиком и застройщиком небоскрёба является ООО «Торгово-выставочный центр „Европейский“», генеральным подрядчиком строительства — УСКМ «Наш дом», а генеральным проектировщиком — ООО «Архитектурная мастерская „БВН“». Строительство 1-й очереди торгово-делового центра было начато в 2004 году и окончено в 2013 году. Строительство 2-й очереди было начато в 2007 году, но неоднократно останавливалось из-за отсутствия необходимой разрешительной документации на проведение строительства.
Изначально «Призму» планировали сдать во втором квартале 2008 года, и тогда объект стал бы не только первым небоскрёбом Екатеринбурга, но и самым высоким северным небоскрёбом мира. Но в конце 2006 года Железнодорожный районный суд приостановил строительство «из-за грубых нарушений в ведении проектных работ». Чуть позже, в 2007 году, строительство возобновилось.
На конец сентября 2010 года были возведены металлоконструкции 36 этажей и 15-метрового шпиля, окончание строительства ожидалось в 2011 году, но из-за почти полной заморозки строительства осенью — зимой 2011 года, сроки окончания строительства вновь были перенесены на неопределённый срок.
В 2013 году велись внутренние отделочные работы в 7-этажной части (1-я очередь). 17 августа 2013 там был открыт торговый центр «Свердловск» площадью 104 000 м² с продуктовым супермаркетом «Звёздный», супермаркетом электроники «Корпорация Центр», салонами, кафе, банкоматами и т. п.. 17 октября 2014 года в здании (на 3 этаже) открылся муниципальный многофункциональный центр (МФЦ).
Летом 2016 года озвучены планы по окончанию строительства ТДЦ «Свердловск» к 2018—2019 годам. Здание проходит повторную экспертизу. Кроме того, разработан комплекс технических решений, необходимых для завершения строительства.
В июле 2019 года управление Ростехнадзора признало небоскрёб самовольной постройкой — фактически, авторы проекта вели работы без разрешения на строительство. У застройщика не оказалось ни экспертиз, ни разрешения на возведение высотной части (с 8-го по 37-й этажи). Администрация города подала иск в Арбитражный суд и требует снести 30 верхних этажей. Кроме того, в 2018 году застройщик был признан банкротом. Кредиторы же настаивают на продолжении строительства (а не на консервации или сносе). В постановлении суда указывается стоимость небоскрёба — 1 млрд 280 млн 804 тысячи 920 рублей (по данным, предоставленным "ТВЦ «Европейский»).
Летом 2021 года мэрия Екатеринбурга инициировала повторную экспертизу небоскрёба «Институту строительства и архитектуры Уральского федерального университета (ИСА УрФУ)» с целью установить, является ли возможным сохранить построенное сооружение, а также рассмотреть варианты сноса в противном случае. В марте 2022 года экспертная группа представила заключение, в котором говорится: «В связи с недостаточной несущей способностью строительных конструкций высотной части здания необходимо в кратчайшие сроки подготовить проектную и технологическую документацию на усиление или демонтаж высотной части здания и осуществить соответствующие строительные работы».
По состоянию на лето 2022 года, 2-я очередь небоскрёба представляет собой пустую бетонную коробку с металлоконструкциями, и является самым высоким замороженным зданием России за пределами Москвы.

## Фотогалерея

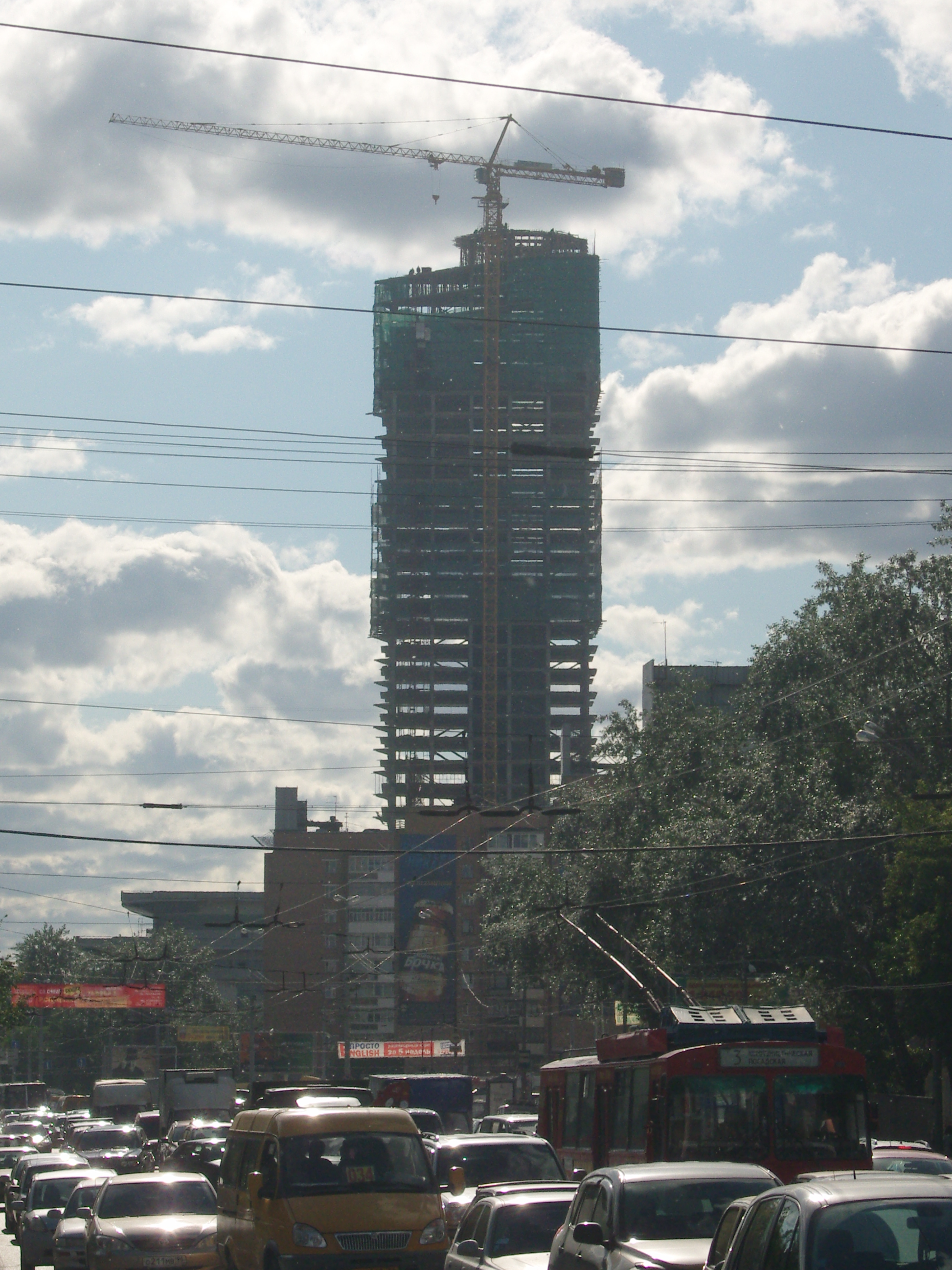
Июнь 2010 года
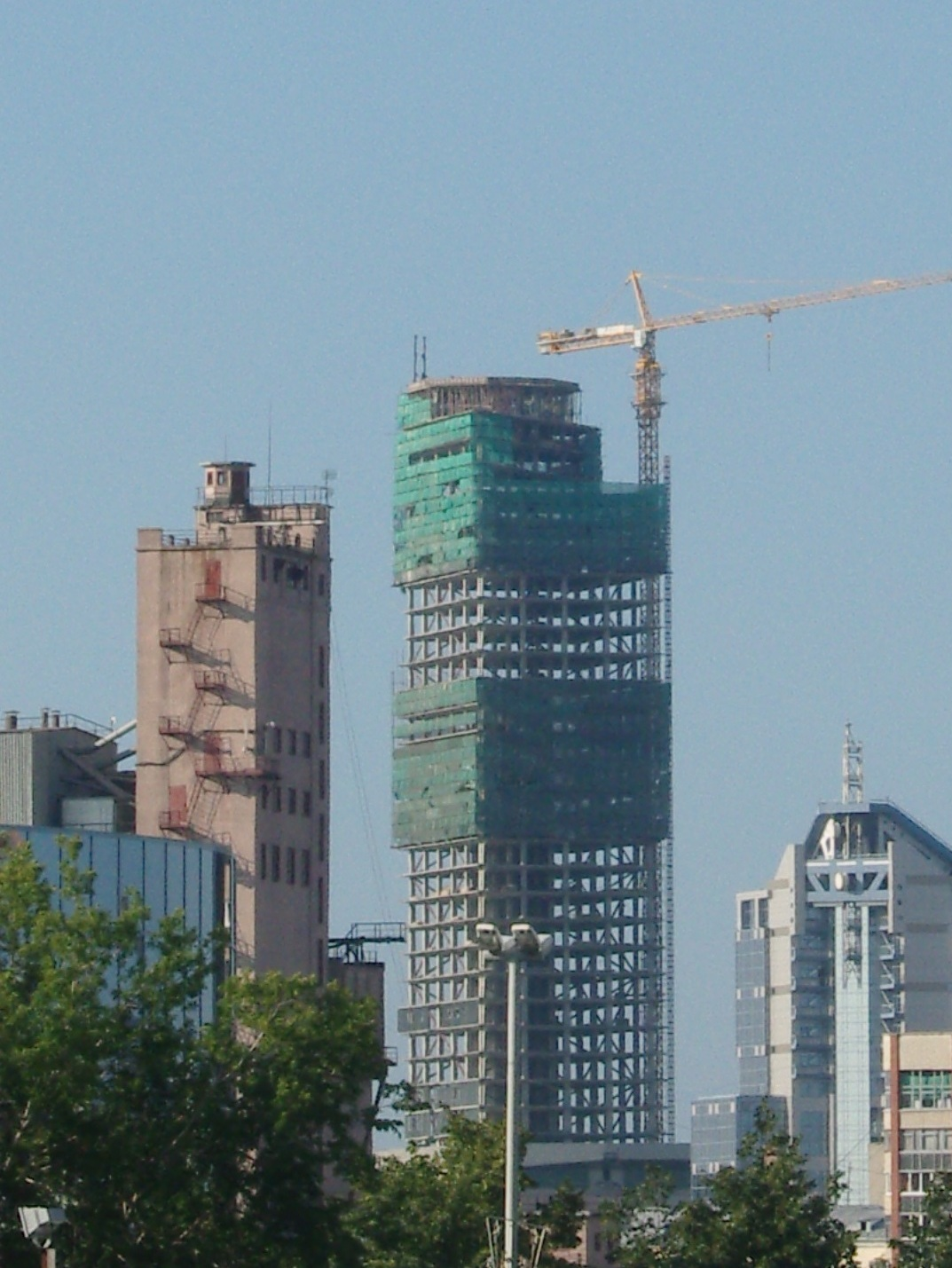
Июль 2010 года
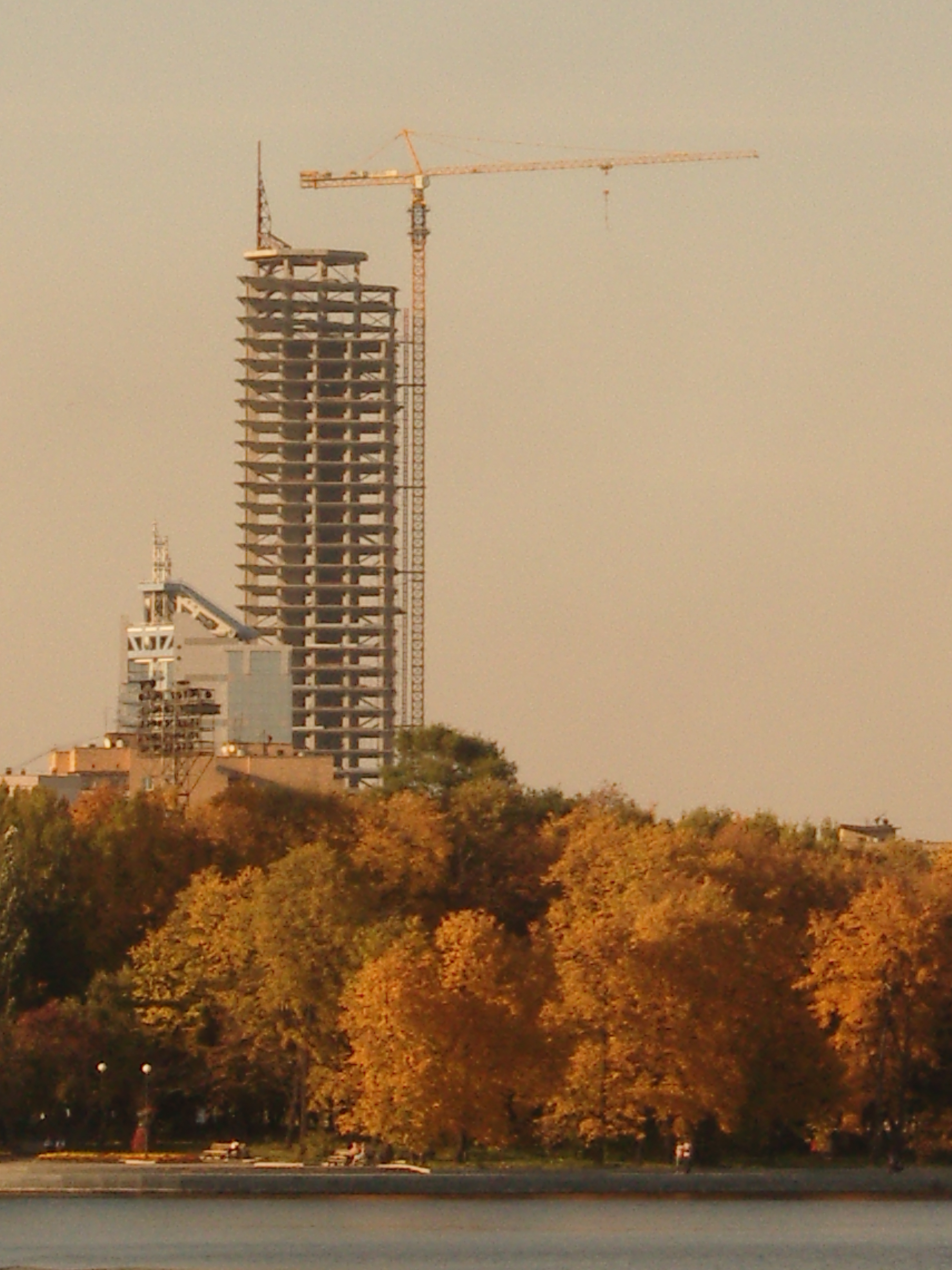
Сентябрь 2010 года
Июнь 2012 года
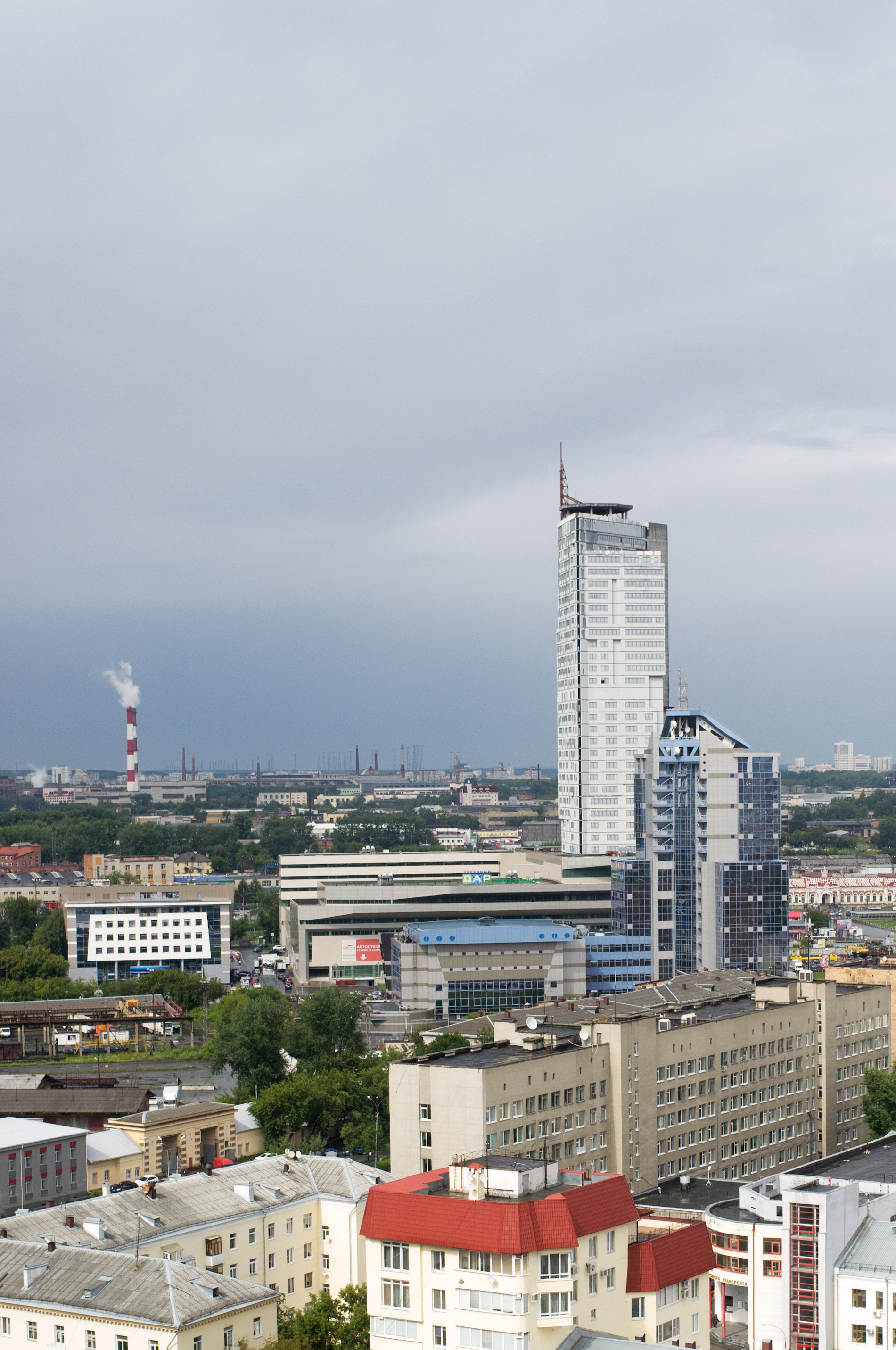
22 июля 2014 года
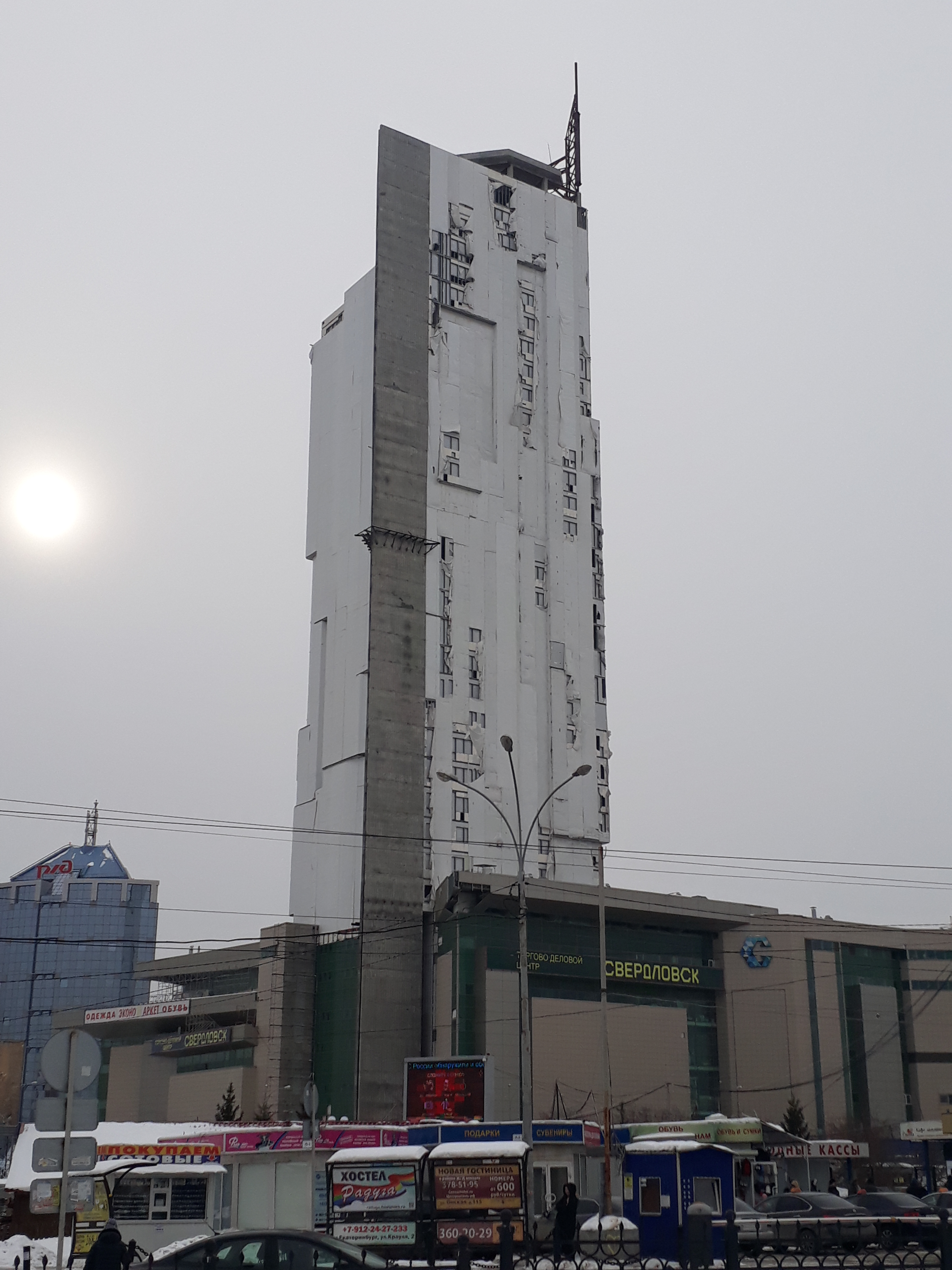
22 февраля 2019 года
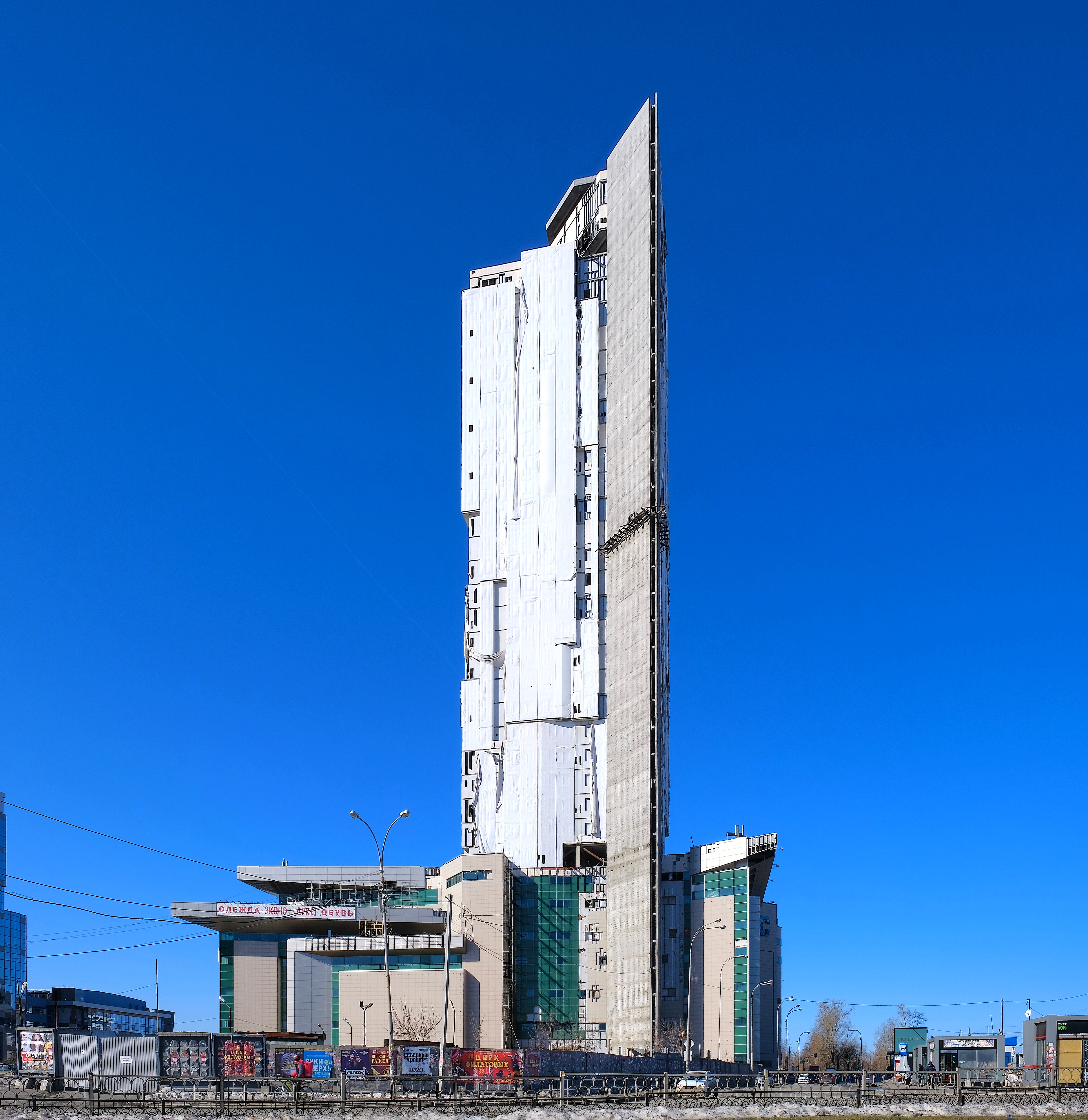
1 апреля 2021 года
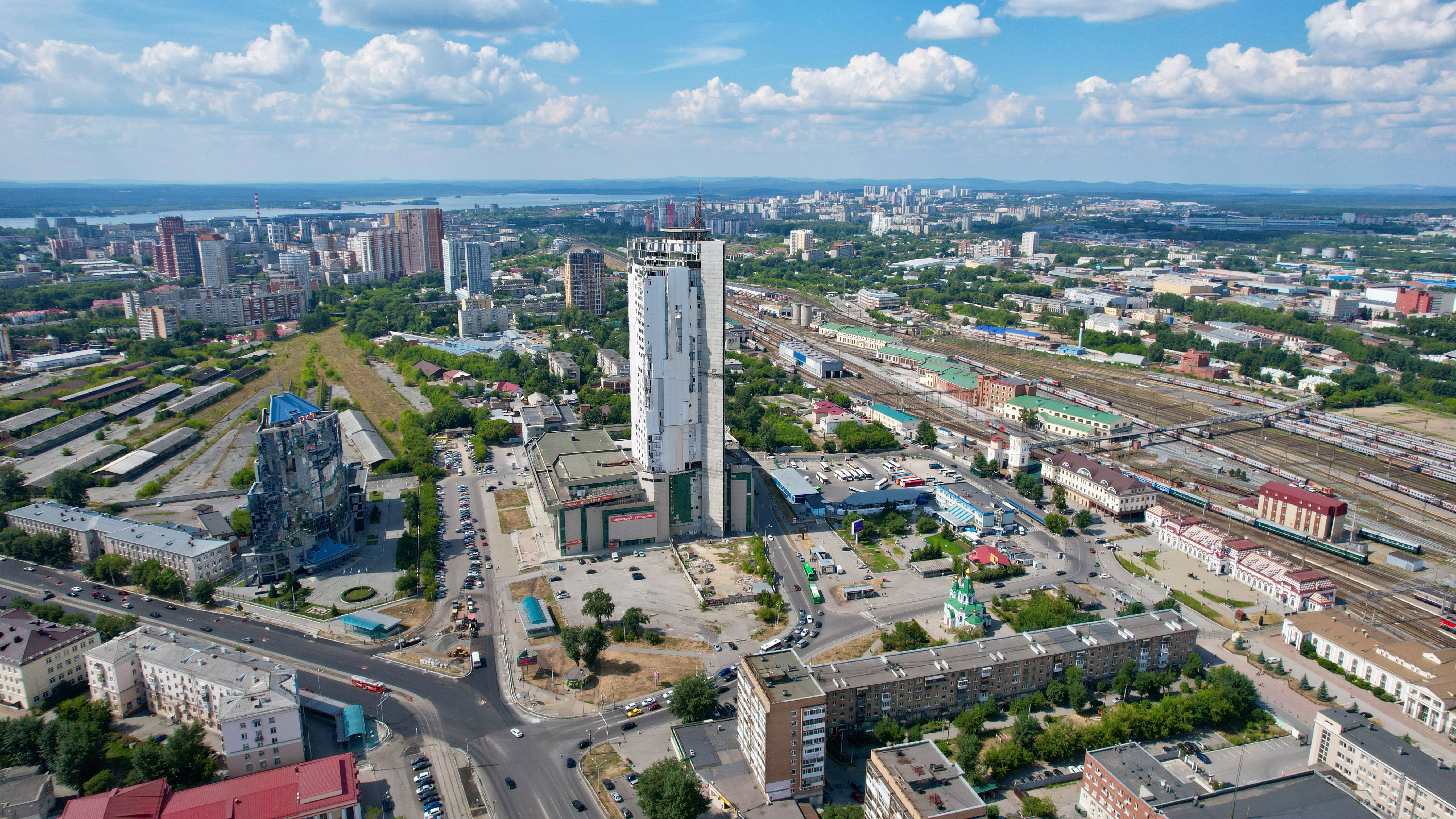
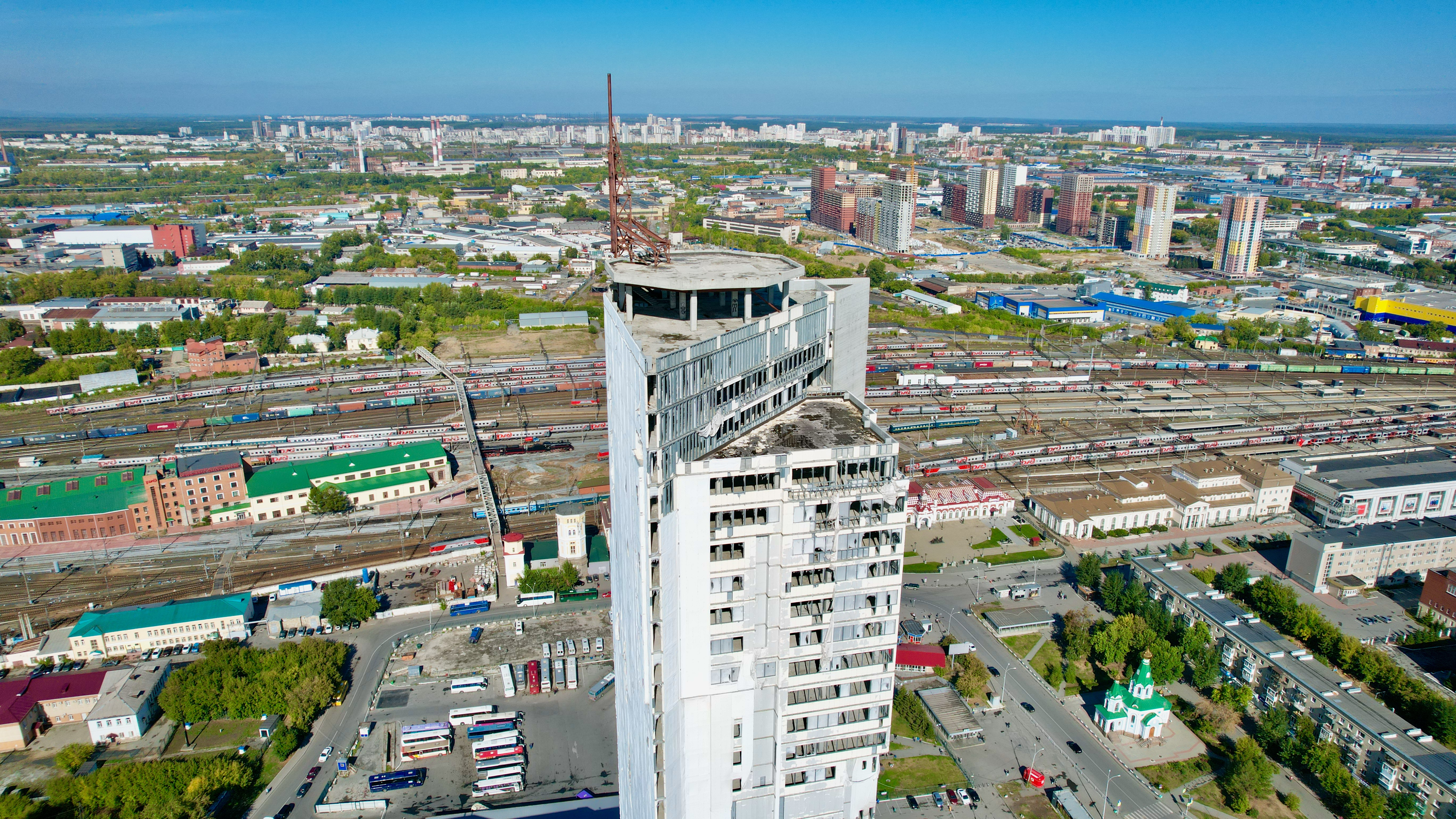
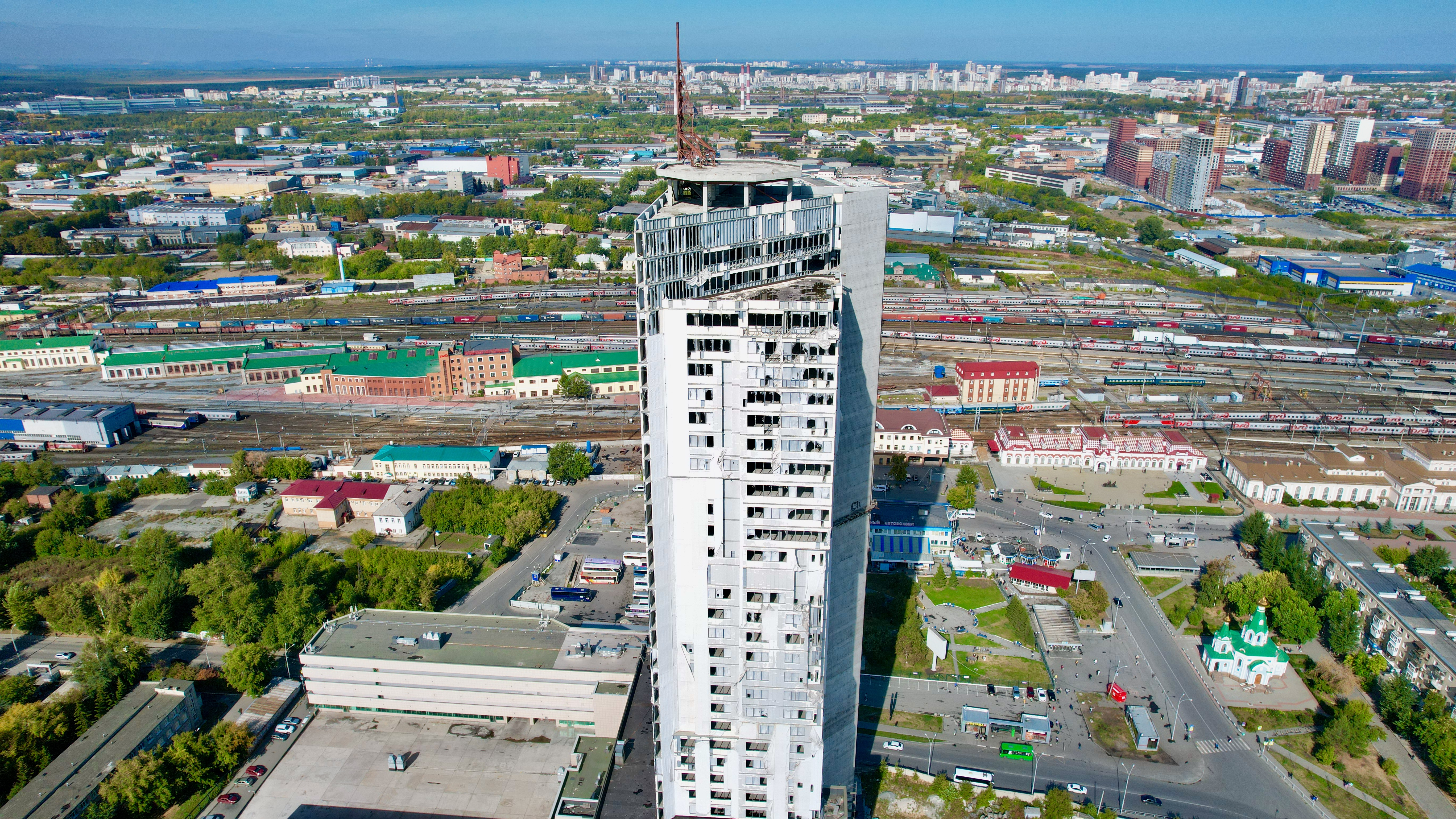
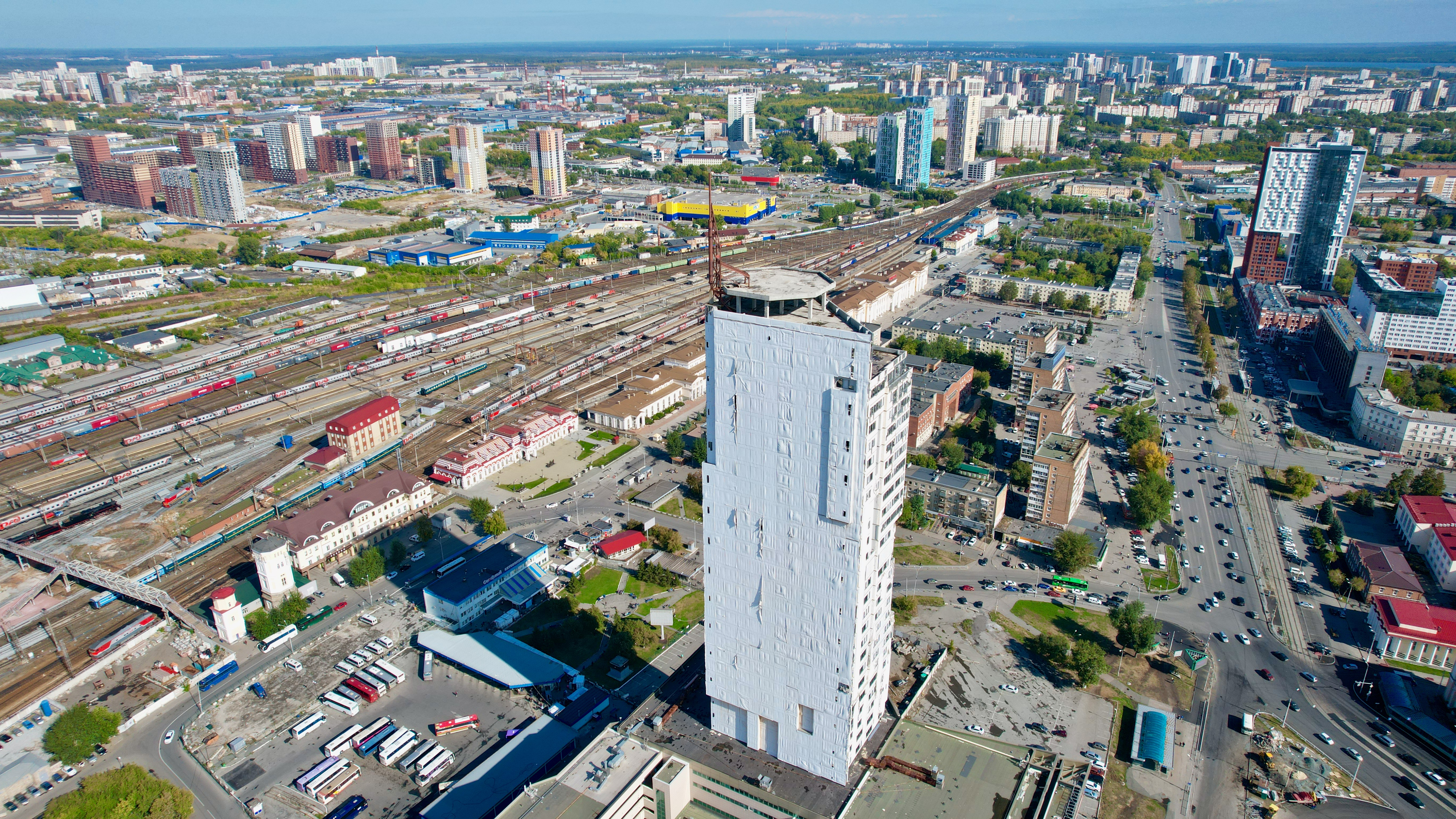
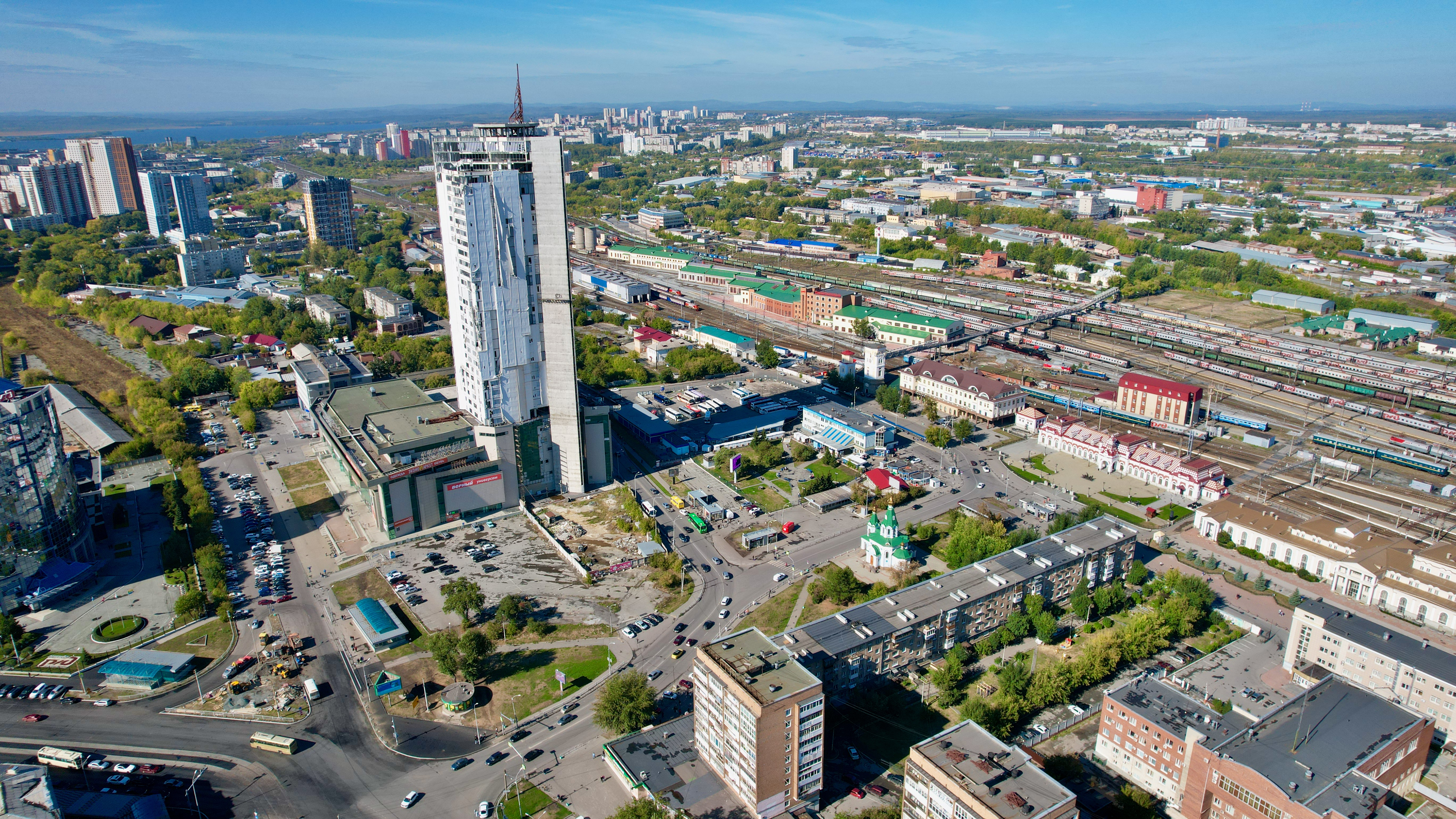